# Clanis surigaoensis
Clanis surigaoensis là một loài bướm đêm thuộc họ Sphingidae. Nó được tìm thấy ở Philippines. Sải cánh dài khoảng 78 mm.